# بحبر خفي
صدر "بحبر خفي" عن منشورات المتوسط عام 2018 ويضم مجموعة من المقالات الأدبية والفلسفية ذات الطابع التأملي والتحليلي. عنوان الكتاب يُستعير استعارة "الحبر الخفي" أي الكتابة التي لا تظهر إلا بتقنيات خاصة كالتسخين أو المعالجة الكيميائية مما يوحي بفكرة الكتابة المتوارية أو الأعمق ضمن النص.
يتألف الكتاب من فصول متعددة غير مترابطة ظاهرًا لكنها مترابطة ضمنيًا عبر تمازج الموضوعات بدءًا من الوقوف عند تفاصيل دقيقة (مثل الفاصلة) إلى تحولات لغوية وتنقلات بين الأدب العربي والغربي.

## نبذة عن الكاتب
عبد الفتاح كيليطو كاتب وأستاذ جامعي ومفكّر من المغرب ألف ما يزيد على 150 كتابًا في مجالات الأدب والنقد والفلسفة مترجمًا من الفرنسية والعربية. يتقن مقاربة شرقية-غربية دقيقة وعلى رأس اهتماماته فكر اللغة والتراث والأسلوب الأدبي.
على غرار أعماله الأخرى يتميز كيليطو بأسلوبه المشبع بالبلاغة والتفكيك حيث يغوص في النصوص بشغف يظهر حبّه للتفاصيل الدقيقة سواء كانت فاصلاً صغيرًا أو رمزًا لغويًا.

## المغزى والأفكار الرئيسية

### الحبر الخفي والقراءة اليقظة
يُفتتَح الكتاب بتقديم يسّره كيليطو يستشهد فيه بأقوال لفولتير وفلوبير حول الدقة والأخلاق في الكتابة ثم يشرح استعارة الحبر الخفي كدعوة للقراءة اليقظة : «القراءة تقتضي القدرة على رؤية شيء ما …» أي استنطاق خفايا النص.

### شغف الفاصلة والدقة
يفكّر كيليطو في اهتمام الأدباء بالفاصلة مستشهداً بكتب أدبية شرقية وغربية مثل مقولة فلوبير بأن "أجمل امرأة في العالم لا تساوي فاصلة موضوعة في محلها" فيُظهر الفاصلة رمزًا لشغف الدقة بل ولاستدراج المعنى.

### التداخل الثقافي واللغوي
يتناول الكتاب العلاقة بين لغتين أو ثقافتين مثل انتقال كاتب من لغته الأم إلى لغة أخرى كالفرنسية وكيف يستعين بالعكاز (قاموس) ليكتب بها مثل إميل سيوران والسندباد. هكذا يُظهر التناقض بين العفوية الأليفة والمشاق في اللغة المستعارة.

### إعادة قراءة التراث
يفتح كيليطو أبوابًا لإعادة قراءة التراث العربي فيعرفنا بأبي تمام والجاحظ والتوحيدي والمقامياتي الحريري مستخدمًا سردًا دقيقًا عميقًا يعيدك للتفاصيل الصغيرة لعلها تحمل دروسًا جمالية وأدبية.

### الخداع المنهجي
يعترف بأن تجربة القراءة في كتابه ليست مباشرة فهو ينصب فخاً جماليّاً للقارئ ("خلية خداع") وأحياناً يكشفها وهو يسير عبر النص مثل لعبة مدروسة من الإخفاء والإظهار في الحبر الخفي ليخرج القارئ من حالة الغفلة.

## الأسلوب والمنهج
الأسلوب في "بحبر خفي" يمزج بين :
- التأمل اللغوي : لا يركّز على النص كموضوع بل كحدث لغوي يبحث عن "ما لا يقال" ضمن ما يُقال.
- التداخل بين الثقافات : يقارن بين شرقي وغربي بين التوحيدي وفلوبير وسيوران ليظهر تشابك الأفكار والهوس بالتفاصيل.
- الأسلوب السردي اللاذع : يرتكز على الفكاهة الخفية ونقد الخُدعة وكشفها في العين الثانية للقارئ.
- البنية المقالية المغلقة–المفتوحة : كل فصل يبدو قائمًا بذاته لكنه في العُمق جزء من بنية فكرية وانفعالية مترابطة.[3]

## 5. الملامح الإيجابية
- ذكاء لغوي وجمالي : يجمع بين عمق النص وروعة العبارة، يستنطق الحبر الخفي ويشدّ القارئ إلى التفاصيل.

- جمع بين مدرستين : يعمل كهمزة وصل بين التراث العربي والفكر الغربي صارخًا بأن الأدب "حوار بين ثقافات".

- اختيار مواضيع غير تقليدية : مثال على ذلك التركيز على الفاصلة كرمز للكتابة الدقيقة والكتابة بلغة مستعارة كمغزى ثقافي.

- التشويق المنهجي : يقدم نفسه كمؤلف ساخر يدخل فخ القارئ ثم يكشفه وهذا يعطي متعة خاصة للحس النقدي.

## 6. النقد والتحفظ
- صعوبة الوصول إلى المعنى : كثرة التداخلات والاستعارات تجعل بعض القرّاء يشعرون بتذبذب نحو الغموض، وخاصة من لا يتقنون اللغات الأجنبية أو الأدب الشرقي.
- افتقاد للإطار النظري الجامع : رغم أن كل مقال غني إلا أن القارئ قد يبحث عن خلاصة موحدة لفلسفة الكتاب.
- الميل إلى التفكيك دون البناء : التركيز على تفكيك التفاصيل أحياناً على حساب الربط الكبير بين الأفكار والنتائج العامة.
- الكثافة الأدبية : اللغة الثرية تثير الإعجاب ولكن قد تثقل من دون وقفات نقدية خارجية أو شرح مصاحب.